# Holocarpha obconica
Holocarpha obconica là một loài thực vật có hoa trong họ Cúc. Loài này được (J.C.Clausen & D.D.Keck) D.D.Keck mô tả khoa học đầu tiên năm 1958.